# 1816 في فرنسا
فيما يلي قوائم الأحداث التي وقعت خلال عام 1816 في فرنسا.

## سياسة

### انتهاء فترة المنصب
- 1 يناير – الفيكونت دوشاتوبريان وزير دولة  [لغات أخرى]‏.

## مواليد

### يناير
- 1 يناير – لوسيان لوكلرك[1]

### أبريل
- 9 أبريل – تشارلز يوجين ديلوناي عالم فلك فرنسي.

### يوليو
- 14 يوليو – آرثر دو غوبينو[2]

### أكتوبر
- 4 أكتوبر – أوجين بوتييه سياسي فرنسي.[3]

### نوفمبر
- 25 نوفمبر – فيكتور أدولف مالتي بران[4]

## وفيات

### أغسطس
- 3 أغسطس – فرانسوا أندريه فنسنت (مواليد 1746) رسام فرنسي.[5]

### أكتوبر
- 9 أكتوبر – فاني إملاي (مواليد 1794)